# Hugo Sánchez Solari

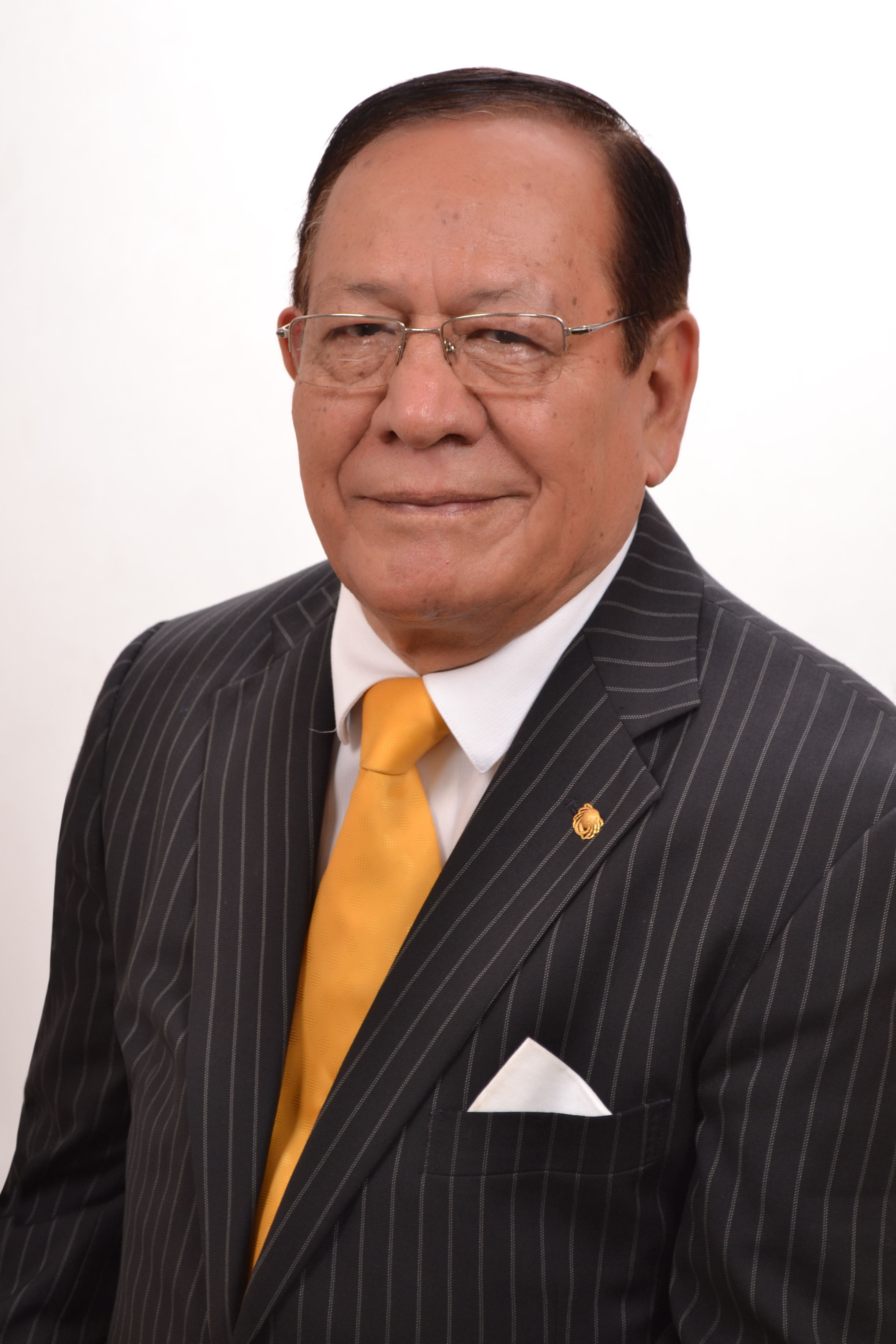
Hugo Sánchez Solari, 2014

Hugo Alberto Sánchez Solari (* 8. April 1935 im Distrikt El Tambo, Peru; † 31. März 2024) war ein peruanischer Politiker der christdemokratischen Partei Partido Popular Cristiano (PPC). Er war von 1984 bis 1992 Bürgermeister von San Borja, einem Stadtdistrikt der peruanischen Hauptstadt Lima.

## Leben
Hugo Alberto Sánchez Solari wurde am 8. April 1935 im Distrikt El Tambo in der peruanischen Region Junín geboren. Seine Schullaufbahn durchlief er an verschiedenen Schulen in Lima. An der Pontificia Universidad Católica del Perú in Lima begann er anschließend ein Studium der Wirtschaftswissenschaften und der Betriebswirtschaftslehre, das er 1959 abschloss.

## Politische Laufbahn
Bei den peruanischen Kommunalwahlen 1983 wurde Sánchez als Mitglied des PPC zum Bürgermeister (alcalde distrital) des neu gegründeten Distrikts San Borja gewählt. Bei den Wahlen 1986 und 1989, dann Mitglied des Wahlbündnisses Frente Democrático, wurde er wiedergewählt. Insgesamt war Sánchez daher vom 1. Januar 1984 bis zum 31. Dezember 1992 Bürgermeister von San Borja.
2002 und 2014 ließ er sich erneut zur Wahl zum Bürgermeister San Borjas aufstellen. Beide Male wurde er jedoch nicht gewählt.